# SMS S 141
S 141 – niemiecki niszczyciel z okresu I wojny światowej. Czwarta jednostka typu S 138. Okręt wyposażony w cztery kotły parowe opalane węglem. Brał udział w bitwie koło Östergarnu. Po pierwszej wojnie światowej pod banderą Reichsmarine. 3 sierpnia 1927 roku skreślony z listy jednostek floty. Następnie przebudowany na okręt-cel o nazwie Blitz. Złomowany w 1933 roku